# Kane Brown (álbum)
Kane Brown es el álbum debut del cantante y compositor estadounidense Kane Brown. El álbum fue lanzado el 2 de diciembre de 2016, a través de RCA Nashville. Los sencillos lanzados del álbum son «Ain't No Stopping Us Now», «Thunder in the Rain» y «What Ifs».

## Lista de canciones
| CD  |                                |          |  |
| N.º | Título                         | Duración |  |
| 1.  | «Hometown»                     | 3:23     |  |
| 2.  | «What Ifs» (con Lauren Alaina) | 3:08     |  |
| 3.  | «Learning»                     | 3:22     |  |
| 4.  | «Thunder in the Rain»          | 2:46     |  |
| 5.  | «Pull It Off»                  | 3:00     |  |
| 6.  | «Cold Spot»                    | 3:38     |  |
| 7.  | «Ain't No Stopping Us Now»     | 3:03     |  |
| 8.  | «Comeback»                     | 2:46     |  |
| 9.  | «Rockstars»                    | 3:20     |  |
| 10. | «Better Place»                 | 3:44     |  |
| 11. | «Granddaddy's Chair»           | 3:45     |  |

## Posición en las listas
| Lista (2016)                        | Posición |
| ----------------------------------- | -------- |
| Canadá (Billboard Canadian Albums)  | 52       |
| Estados Unidos (Billboard 200)      | 10       |
| Estados Unidos (Top Country Albums) | 1        |